# Regresador (fútbol americano)

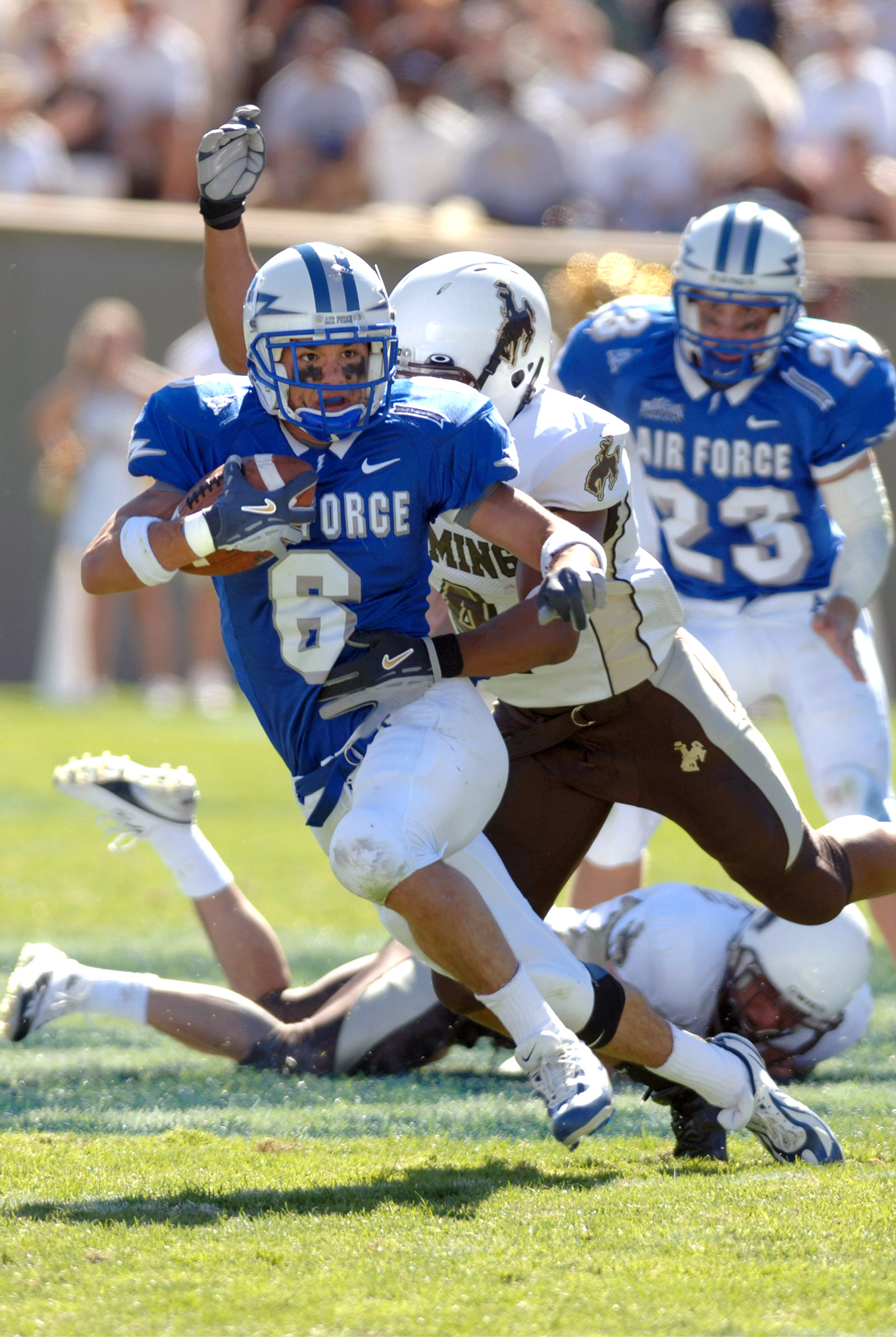
Chris Sutton haciendo una jugada de retorno para el equipo de la US Air Force.

El regresador o retornador, en inglés return specialist o kick returner (KR), es un tipo de jugador especial de fútbol americano.
El retornador es el encargado de recibir el balón lanzado en una patada inicial o en una patada de despeje y comenzar la jugada de retorno avanzando hacia el campo contrario.
Si la jugada es un chut inicial estará situado entre la yarda 20 y la zona de anotación propia. Mientras el balón está en el aire tiene que evaluar las posibilidades de éxito del retorno y decidir hacerlo o hacer un touchback y comenzar la ofensiva desde la yarda 25. Si decide intentar la jugada su objetivo es conseguir un touchdown o ser placado lo más cerca posible de la zona de anotación contraria.
Si la jugada es de despeje, el objetivo es el mismo. En este caso si el retornador ve el retorno comprometido puede hacer una "recepción libre", que consiste en hacerle una señal con el brazo al árbitro antes de recibir el balón y así anular el retorno y comenzar la jugada desde el lugar de recepción.
Los regresadores tienen que ser jugadores muy rápidos y ágiles para pasar entre las líneas contrarias, y hábiles con las manos para la recepción del balón. Acostumbran a ser cornerback, corredor o receptor.  